# غراهام فاركوهار
غراهام فاركوهار (بالإنجليزية: Graham Farquhar)‏ (و. 1947 – م) هو فيزيائي من أستراليا .
وهو عضواً في الجمعية الملكية .

## التعليم
تعلم في الجامعة الوطنية الاسترالية

## جوائز
حصل على جوائز منها:
- زمالة الجمعية الملكية
- ضابط وسام أستراليا
- ميدالية الذكرى المئوية.